# Miraces barberi
Miraces barberi es una especie de insecto coleóptero de la familia Chrysomelidae. Fue descrita por Blake en 1951.